# Dharmadom
Dharmadom è una suddivisione dell'India, classificata come census town, di 29.169 abitanti, situata nel distretto di Kannur, nello stato federato del Kerala. In base al numero di abitanti la città rientra nella classe III (da 20.000 a 49.999 persone).

## Geografia fisica
La città è situata a 11° 46' 60 N e 75° 25' 60 E al livello del mare.

## Società

### Evoluzione demografica
Al censimento del 2001 la popolazione di Dharmadom assommava a 29.169 persone, delle quali 13.759 maschi e 15.410 femmine. I bambini di età inferiore o uguale ai sei anni assommavano a 2.757, dei quali 1.396 maschi e 1.361 femmine. Infine, coloro che erano in grado di saper almeno leggere e scrivere erano 25.385, dei quali 12.074 maschi e 13.311 femmine.